# Élection présidentielle malienne de 2002
L'élection présidentielle en deux tours au Mali les 28 avril 2002 et 12 mai 2002 est remportée par Amadou Toumani Touré, qui a participé au coup d’État contre le régime de Moussa Traoré le 26 mars 1991 et présidé le Comité de transition pour le Salut du peuple. Il succède à Alpha Oumar Konaré.

## Contexte
Cette élection présidentielle est organisée à l’issue du deuxième mandat du président sortant Alpha Oumar Konaré, dix ans après l’instauration de la démocratie au Mali. Ce dernier n'est pas candidat dans la mesure où, selon la Constitution, il ne peut briguer un mandat supplémentaire.
Si l'élection présidentielle de 1997 s'étaient déroulées dans un climat très tendu entre le parti au pouvoir, l’Alliance pour la démocratie au Mali-Parti africain pour la solidarité et la justice (Adéma-PASJ) et l’opposition (qui, regroupée au sein d’un collectif, décide de boycotter les élections), le climat politique quelques années plus tard s'est progressivement détendu avec notamment l’organisation du forum politique national en janvier 1999 et l’élaboration d’une nouvelle loi électorale.
Ainsi, pour les élections présidentielle et législatives de 2002, l’ensemble des partis prennent part au scrutin.
Au sein du parti présidentiel, la succession d’Alpha Oumar Konaré entraîne des divisions. Ainsi l’ancien Premier ministre et président de l’Adéma-PASJ, Ibrahim Boubacar Keïta, quitte le parti pour fonder le Rassemblement pour le Mali le 30 juin 2001. Puis, une fois que Soumaïla Cissé est investi candidat du parti, deux autres personnalités de ce dernier présentent leur candidature et sont en conséquence exclues : Mandé Sidibé, Premier ministre et Ahmed El Mandani Diallo.

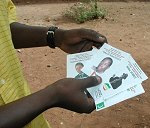
Bulletins de vote.

## Mode de scrutin
Le président malien est élu au scrutin uninominal majoritaire à deux tours pour un mandat de cinq ans renouvelable une seule fois.

## Les candidats
La Cour constitutionnelle a enregistré 25 candidatures mais en a rejeté une, celle de Sidibé Awa Sanogo, unique candidate, pour défaut de paiement de la caution qui s’élève à 5 millions de francs CFA.
Les 24 candidats à l’élection présidentielle sont :
- Soumaïla Cissé, ancien ministre de l’Équipement, deuxième vice-président et candidat investi de l’Alliance pour la démocratie au Mali-Parti africain pour la solidarité et la justice.
- Balla Moussa Coulibaly, président du Conseil économique, social et culturel du Mali, ancien président de la Fédération nationale des employeurs du Mali, président de l'Union pour la démocratie et le développement (UDD), également soutenu par le Bloc des alternatives pour le renouveau africain (BARA) et la Convention nationale démocrate (CND).
- Habibou Dembélé, dit « Guimba », comédien
- Mamadou Maribatrou Diaby, président fondateur du Parti pour l'unité, le développement et le progrès.
- Ibrahima Diakité, inspecteur des finances.
- Ahmed El Madani Diallo, économiste et ancien ministre du Développement rural, membre exclu de l’Adéma-Pasj
- Youssouf Hassane Diallo, consultant
- Daba Diawara, ancien ministre de la fonction publique et ancien secrétaire général du gouvernement, candidat du Parti de l'indépendance, de la démocratie et de la solidarité (PIDS)
- Tiébilé Dramé :député, ancien ministre, président du Parti pour la renaissance nationale (PARENA).
- Modibo Kane Kida, économiste et premier vice-président du Mouvement des populations libres, unies et solidaires/Rassemblement malien pour le travail et l'alternance (MPLUS/RAMATA).
- Ibrahim Boubacar Keïta, ancien Premier ministre de 1994 à 2000, candidat du Rassemblement pour le Mali, soutenu par quatre autres partis politiques, la Convention Démocratique, la PMDD, le MPLO, le RDT.
- Abdoulaye Sogolomba Konaté, ingénieur, candidat indépendant.
- Mady Konaté, ingénieur informaticien, président du Parti pour la démocratie et le progrès.
- Mamadou Gakou, Avocat, Convention Parti du Peuple.
- Madiassa Maguiriraga, professeur d’Université, président-fondateur du Parti populaire pour le progrès
- Choguel Kokalla Maïga, ingénieur des télécommunications, président et candidat du Mouvement patriotique pour le renouveau, qui se réclame de l’héritage de Moussa Traoré
- Oumar Mariko, médecin, ancien leader de l'Association des élèves et étudiants du Mali (AEEM), candidat de Solidarité africaine pour la démocratie et l'indépendance (SADI)
- Sanoussi Nanacassé, médecin
- Mamadou Bakary Sangaré, dit « Blaise », secrétaire général de la Convention sociale démocrate (CDS).
- Modibo Sangaré, président de l'Union nationale pour la renaissance (UNPR)
- Mandé Sidibé, Premier ministre du 20 février 2000 au 18 mars 2002, date de sa démission, membre de l’Alliance pour la démocratie au Mali-Parti africain pour la solidarité et la justice, il s’est retiré des primaires organisées par son parti estimant qu’elle ne respecte pas les règles.
- Almamy Sylla, fonctionnaire international à la retraite, président du Rassemblement pour la Démocratie et le Progrès (RDP)
- Mountaga Tall, député, président du Congrès national d'initiative démocratique (CNID).
- Amadou Toumani Touré, général en retraite, ancien président du Comité de transition pour le salut du peuple, candidat indépendant soutenu par 23 partis politiques de l’Union soudanaise-Rassemblement démocratique africain (US-RDA), le Bloc pour la démocratie et l'intégration africaine (BDIA), le Parti malien pour le progrès social (PMPS), le Mouvement pour l'indépendance, la renaissance et l'intégration africaine (MIRIA)

## Organisation du scrutin
La loi électorale prévoit trois autorités compétentes pour l’organisation de l’élection :
- La Commission électorale nationale indépendante (Céni) qui veille à la régularité du scrutin[2].
- La Délégation générale aux élections qui est chargée « de l’élaboration et de la gestion du ficher électoral, de la confection et de l’impression des cartes d’électeur et du financement public des partis politiques »[2].
- Le ministère chargé de l’Administration territoriale qui assure la préparation technique et matérielle, la centralisation et la proclamation des résultats provisoires[2].

D’autre part, le Comité national de l’égal accès aux média d’État (Cnéamé) veille, pendant la période de campagne électorale, à « l’égal accès aux média d’État des candidats, des partis politiques et des groupements de partis en lice »,.
Conformément à l'article 86 de la constitution, la Cour constitutionnelle statue sur la régularité de l'élection et proclame les résultats définitifs.

## Déroulement de l'élection

### Premier tour

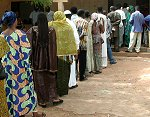
Votants à Bamako.

Le premier tour a lieu le 28 avril 2002 et a lieu dans le calme malgré l’ouverture en retard de certains bureaux de vote.
La publication des résultats du premier tour a été difficile, il a fallu plusieurs jours pour centraliser les résultats des bureaux de vote. Des irrégularités ont été contestées, anomalies constatées y compris par la Commission électorale nationale indépendante (Céni) dans les méthodes de centralisation des résultats, notamment l’absence de procès-verbaux récapitulatifs et le traitement inéquitable des résultats entre les régions. Ce n’est que le 9 mai que la Cour constitutionnelle proclame les résultats définitifs.
La Cour constitutionnelle invalide 541 019 bulletins évoquant « les compositions irrégulières, la distribution des cartes d’électeurs de manière frauduleuse, la non-sécurité des urnes, le vote par procuration illégal, le vote de personnes non inscrites, l’absence de signatures sur les procès-verbaux, l’influence sur le vote, l’existence de bureaux fictifs, et le fonctionnement irrégulier de bureaux de vote itinérant ». Elle considère cependant que ces irrégularités n’entraînent pas l’annulation du scrutin.
| Candidat                   | Voix obtenues | %     |
| -------------------------- | ------------- | ----- |
| Amadou Toumani Touré       | 449 176       | 28,87 |
| Soumaïla Cissé             | 333 525       | 21,44 |
| Ibrahim Boubacar Keïta     | 329 149       | 21,15 |
| Tiébilé Dramé              | 62 493        | 4,02  |
| Mountaga Tall              | 58 695        | 3,77  |
| Moussa Balla Coulibaly     | 50 211        | 3,23  |
| Choguel Kokalla Maïga      | 42 469        | 2,73  |
| Mamadou Bakary Sangaré     | 34 603        | 2,22  |
| Mandé Sidibé               | 31 398        | 2,02  |
| Ahmed El Madani Diallo     | 25584         | 1,64  |
| Daba Diawara               | 17 156        | 1,10  |
| Oumar Mariko               | 13 718        | 0,88  |
| Madiassa Maguiraga         | 12 548        | 0,81  |
| Youssouf Hassan Diallo     | 12 455        | 0,80  |
| Modibo Sangaré             | 11 667        | 0,75  |
| Mamadou Gakou              | 11 505        | 0,74  |
| Mady Konaté                | 11 302        | 0,73  |
| Mamadou Maribatrou Diaby   | 9 101         | 0,58  |
| Modibo Kane Kida           | 9 722         | 0,62  |
| Habibou Dembélé            | 7 964         | 0,51  |
| Sanoussi Nanacassé         | 7 829         | 0,50  |
| Ibrahim Diakité            | 6 899         | 0,44  |
| Abdoulaye Sogolomba Konaté | 6 771         | 0,44  |

Amadou Toumani Touré et Soumaïla Cissé sont qualifiés pour le second tour.
Ibrahim Boubacar Keïta, qui arrive en troisième position est donc éliminé. Il conteste ces résultats mais soutient Amadou Toumani Touré au second tour.

## Second tour
La campagne est écourtée en raison de proclamation tardive des résultats définitifs du premier tour et en dure que deux jours.
Le scrutin se déroule le 12 mai dans le calme mais avec une faible participation.
Les résultats connus le 16 mai ne sont validés que le 23 mai par la Cour constitutionnelle qui, après avoir annulé 268 216 suffrages, proclame Amadou Toumani Touré vainqueur avec plus de 65 % des suffrages.
|                                | Nombres   | %     |
| ------------------------------ | --------- | ----- |
| Inscrits                       | 5 746 202 |       |
| Votants                        | 1 723 210 | 29,99 |
| Bulletins nuls                 | 30 248    | 1,76  |
| Suffrages annulés              | 268 216   | 15,56 |
| Suffrages valablement exprimés | 1 424 746 | 82,68 |

| Candidat             | Voix obtenues | %     |
| -------------------- | ------------- | ----- |
| Amadou Toumani Touré | 926 243       | 65,01 |
| Soumaïla Cissé       | 498 503       | 34,99 |

## Les suites du scrutin
Le nouveau président Amadou Toumani Touré nomme un gouvernement de mission dirigé par le Premier ministre Ahmed Mohamed ag Hamani afin d'organiser « dans les délais constitutionnels et dans la transparence, les élections législatives ».
Des élections législatives ont lieu les 14 et 28 juillet 2002, où aucun parti ni aucune coalition n'obtient la majorité absolue.
Le premier mandat d'Amadou Toumani Touré est marqué par le consensus de la classe politique, consensus qui s'effrite à l'approche des élections présidentielle et législatives de 2007.